# Alexandra Stolley
Alexandra Stolley geb. Hagen (* 29. Dezember 1968 in Heidelberg) ist eine deutsche TV-Rechtsanwältin. Gemeinsam mit Staatsanwalt Christopher Posch und Richterin Kirsten Erl spielt sie in der RTL-Gerichtsshow „Das Jugendgericht“ mit. Sie hat zudem eine eigene Kanzlei in Köln, in der sie als Fachanwältin für Strafrecht arbeitet.

## Werdegang
Hagen studierte Jura an der Universität Köln, absolvierte dort auch ihr Rechtsreferendariat. Sie machte einen Lehrgang zur Fachanwältin für Strafrecht und war seit 2005 beim RTL-Jugendgericht. Seit 2006 ist sie verheiratet und führt den Namen Stolley. Zudem ist sie als Geschäftsführerin einer Transportfirma, der TK Transporte GmbH mit Sitz in Troisdorf-Spich, eingetragen.